# بیگ راک (ویرجینیا)
بیگ راک (به انگلیسی: Big Rock) یک منطقهٔ مسکونی در ایالات متحده آمریکا است که در شهرستان بیوکانان، ویرجینیا واقع شده‌است.